# Pterospermum subpeltatum
Pterospermum subpeltatum är en malvaväxtart som beskrevs av C. B. Robinson. Pterospermum subpeltatum ingår i släktet Pterospermum och familjen malvaväxter. Inga underarter finns listade i Catalogue of Life.